# Anna Urbicka
Anna Urbicka (ur. 1 marca 1987) – polska lekkoatletka specjalizująca się w rzucie oszczepem.

## Kariera sportowa
Brązowa medalistka mistrzostw Polski z roku 2007. Dwukrotnie - w 2007 oraz 2008 - zajmowała czwarte miejsce w młodzieżowych mistrzostwach kraju. Reprezentantka klubu AZS-AWFiS Gdańsk. Rekord życiowy: 55,61 (30 maja 2009, Biała Podlaska).